# کریستوفر جونز (هنرپیشه)
کریستوفر جونز (انگلیسی: Christopher Jones؛ ۱۸ اوت ۱۹۴۱ – ۳۱ ژانویهٔ ۲۰۱۴) یک هنرپیشه اهل ایالات متحده آمریکا بود.
از فیلم‌ها یا برنامه‌های تلویزیونی که وی در آن نقش داشته است می‌توان به دختر رایان، به دنبال جنگ شیشه‌ای و زمان سگ دیوانه اشاره کرد.